# برایان آدیانی
برایان آدیانی (انگلیسی: Bryan Adinany؛ زادهٔ ۱۳ مارس ۲۰۰۰) بازیکن فوتبال است.